# Кім Пхан Ґин
Кім Пхан Ґин (кор. 김판근, нар. 5 березня 1966) — південнокорейський футболіст, що грав на позиції правого захисника.
Виступав, зокрема, за клуби «Деу Ройялс» та «Марконі Сталліонс», а також національну збірну Південної Кореї.

## Клубна кар'єра
Народився 5 березня 1966 року. Грав у футбол за університетську команду університету Кореї.
У дорослому футболі дебютував 1987 року виступами за команду клубу «Деу Ройялс», в якій провів шість сезонів, взявши участь у 160 матчах чемпіонату.  Більшість часу, проведеного у складі «Деу Роялс», був основним гравцем захисту команди.
Протягом 1994—1997 років захищав кольори команди клубу «Ел Джі Чітас».
Завершив ігрову кар'єру в Австралії, де приєднався 1997 року до складу «Марконі Сталліонс», кольори якого захищав до 2001 року, провівши за цей час 69 матчів в національному чемпіонаті.

## Виступи за збірні
1983 року залучався до складу молодіжної збірної Південної Кореї.
1987 року дебютував в офіційних матчах у складі національної збірної Південної Кореї. Загалом провів у формі головної команди країни 49 матчів, забивши 3 голи.
У складі збірної був учасником чемпіонату світу 1994 року у США, а також кубка Азії з футболу 1996 року в ОАЕ.

## Титули і досягнення
- Переможець Юнацького (U-19) кубка Азії: 1982
- Бронзовий призер Азійських ігор: 1990